# Michel Leblond
Michel Leblond (Reims, 10 de maio de 1932 - Reims, 17 de dezembro de 2009) foi um futebolista francês. Ele competiu na Copa do Mundo FIFA de 1954, sediada na Suíça, na qual a seleção de seu país terminou na nona colocação dentre os 16 participantes.